# Adamówka (rejon kowelski)
Adamówka (ukr. Адамівка) – wieś na Ukrainie w rejonie kowelskim, w obwodzie wołyńskim.
W II Rzeczypospolitej miejscowość wchodziła w skład gminy wiejskiej Chocieszów w powiecie koszyrskim województwa poleskiego.
Do 2020 w rejonie ratnieńskim.